# 芸香科内丝白粉菌
芸香科内丝白粉菌（学名：Leveillula rutacearum）是属于白粉菌目白粉菌科内丝白粉菌属的一种真菌，寄生在芸香科植物上。该种分布于巴勒斯坦、中国、伊朗、俄罗斯等地。